# Periplexis lobodes
Periplexis lobodes är en kräftdjursart som beskrevs av C. B. Wilson 1919. Periplexis lobodes ingår i släktet Periplexis och familjen Sphyriidae. Inga underarter finns listade i Catalogue of Life.